# Propalachia beaveri
Propalachia beaveri is een vliesvleugelig insect uit de familie Torymidae. De wetenschappelijke naam is voor het eerst geldig gepubliceerd in 1978 door Zdeněk Bouček.